# Marielitos
Marielitos — общее название для преступных групп, которые состоят из кубино-американцев (в основном потомков кубинцев, эмигрировавших в США).

## История
В то время как кубинцы уже эмигрировали в США до 1980-х годов, третья и самая известная волна кубинской эмиграции случилась в 1980 году. Кубинское правительство разрешило эмигрировать 125 000 кубинцам, находившимся на кораблях в Мариэл Харбор. Однако, было установлено, что эта последняя волна кубинских беженцев включала в себя около 2700 закоренелых преступников.
Группировки Marielito, как правило, состоят из кубинских мужчин. Многие из участников Marielitos имеют особые татуировки, изображение святых, имена, слова или таинственные символы. Белые и афро-кубинские участники Marielito принадлежат к афро-кубинским религиозным культам и совершают религиозные ритуалы, что часто приводит к нанесению самим себе ран. В то время как первые участники Marielito приехали в США в 1980-е годы, молодые люди кубинского происхождения, проживающие в бедных районах, могут имитировать ритуалы старых участников Marielito.
Преступные группы Marielito занимаются в основном торговлей наркотиками и заказными убийствами, хотя их деятельность включает в себя сутенерство, вымогательство, грабеж, разбой, угоны автомобилей и букмекерство. В некоторых случаях они поддерживают связи с семьями американской мафии и некоторыми колумбийскими наркокартелями, обеспечивая наркотрафик и исполняя заказные убийства. Группировки Marielito по-прежнему активны в Лос-Анджелесе, Вашингтоне и Нью-Йорке (особенно в Южном Бронксе).